# FKスタル・ドニプロゼルジーンシク
FCスタル・カーミヤンシケ（ウクライナ語: ФК «Сталь» Кам'янське, 英語: FC Stal Kamianske）は、ウクライナのカーミヤンシケを本拠地としていたプロサッカークラブである。

## 歴史
1926年にメタリスト（Металіст）という名称で創設され、その後FKスタル・ドニプロゼルジーンシクに改称。
2013-14シーズンはウクライナ・セカンドリーグで2位に入り、ウクライナ・ファーストリーグに昇格した。
2014-15シーズンはウクライナ・ファーストリーグで2位という結果を残した。
2015年6月、FCスタル・カーミヤンシケはウクライナ・プレミアリーグ所属のメタルルフ・ドネツィクとの合併交渉を進めていたが、同年7月11日にウクライナ東部紛争を原因に経営破綻したため、交渉が決裂した。しかし、撤退したメタルルフ・ドネツィクの代わりにウクライナ・プレミアリーグに昇格することが決定した。
2016年5月、ドニプロゼルジーンシク市はカーミヤンシケに改名され、これに伴いクラブ名もFCスタル・カーミヤンシケに改称した。
2017-18シーズンのウクライナ・プレミアリーグではリーグ最下位で終え、ウクライナ・ファーストリーグに降格。その後、クラブ本拠地をキエフ州のブチャに移転し、名称もPFCフェニックス・ブチャ（PFC Feniks Bucha）に変更した。しかし新シーズン開始前に、財政難のために解散した。

## タイトル

### 国内タイトル
- ウクライナ・ファーストリーグ

準優勝 : 2014-15
- ウクライナ・セカンドリーグ

優勝 : 2003-04
準優勝 : 2013-14
- ウクライナ・チャンピオンシップ

準優勝(2) : 1938, 1949
- ウクライナKFK・チャンピオンシップ

優勝 : 1978
- ドニプロペトロウシク州チャンピオンシップ

優勝(10) : 1938, 1945, 1946, 1947, 1948, 1949, 1950?, 1978, 1988, 1992

### 国外タイトル
なし

## 過去の成績
| シーズン | リーグ                        | 順位 | 試 | 勝 | 分 | 敗 | 得 | 失 | 差  | 点 | ウクライナ・カップ |
| -------- | ----------------------------- | ---- | -- | -- | -- | -- | -- | -- | --- | -- | ------------------ |
| 2013-14  | ウクライナ・セカンドリーグ"B" | 2位  | 36 | 23 | 8  | 5  | 81 | 32 | +49 | 77 | ベスト32           |
| 2014-15  | ウクライナ・ファーストリーグ  | 2位  | 30 | 17 | 9  | 4  | 45 | 21 | +24 | 60 | ベスト16           |
| 2015-16  | ウクライナ・プレミアリーグ    | 8位  | 26 | 7  | 8  | 11 | 22 | 31 | -9  | 29 | 準々決勝敗退       |
| 2016-17  | ウクライナ・プレミアリーグ    | 8位  | 32 | 11 | 8  | 13 | 27 | 31 | -4  | 41 | ベスト16           |
| 2017-18  | ウクライナ・プレミアリーグ    | 12位 | 32 | 6  | 8  | 18 | 23 | 44 | −21 | 26 | ベスト16           |

## 歴代監督
- ニコライ・コストノフ 2017-2018

## 歴代所属選手
- グヨン・フェルナンデス 2016
- エベルト 2018-